# Strauss Cafe Poland
Strauss Cafe Poland (dawniej Elite Cafe) - producent kaw Pedro's, MK Cafe, Sahara, Optima, Fort i Mildano, to największy producent i jeden z największych dystrybutorów kawy w Polsce. Firma jest obecna na polskim rynku od 1991 roku. Palarnia kawy w Swadzimiu koło Poznania to jeden z najnowocześniejszych zakładów w Europie. Firma prowadzi również działalność na rynku gastronomicznym: oddział Coffee Services to największy w Polsce dostawca kawy (marki MK Cafe Professional) oraz urządzeń do parzenia kawy do kawiarni, restauracji i hoteli. Właścicielem firmy jest Strauss Group Ltd., drugi co do wielkości izraelski koncern spożywczy.